# Miktoniscus mammothensis
Miktoniscus mammothensis là một loài chân đều trong họ Trichoniscidae. Loài này được Muchmore miêu tả khoa học năm 1964.